# Ferejdún Abbásí Davání
Ferejdún Abbásí-Davání (persky فریدون عباسی‎; 11. července 1958 – 13. června 2025) byl íránský jaderný fyzik, profesor univerzity Imáma Husajna a prezident Íránské organizace pro atomovou energii (AEOI, The Atomic Energy Organization of Iran).

## Život
Před studiem jaderné fyziky bojoval v řadách Íránských revolučních gard v íránsko-irácké válce. Poté studoval na Teheránské univerzitě, kde promoval v roce 1992 na Teheránské univerzitě (když už mu bylo 34 let). Po studiích se věnoval výzkumu na univerzitě v Mašhadu a podílel se především na projektech íránského ministerstva obrany. Během dalších let byl vedle vedení řady vědeckých projektů Islámské republiky (mimo jiné v oblasti obohacování uranu), místopředsedou Íránské fyzikální společnosti a šéfem Íránské jaderné asociace.
Dne 29. listopadu 2010 byl na něho a další dva íránské vědce spáchán atentát. U všech se jednalo o dálkově odpálenou nálož umístěnou v jejich automobilu, atentát přežil pouze on. V důsledku těchto událostí bude vědce íránského jaderného programu chránit ozbrojená jednotka.
Do čela AEIO byl jmenován 13. února 2011 íránským prezidentem Mahmúdem Ahmadínežádem jako náhrada za Alího Akbara Sálehího, který byl jmenován ministrem zahraničí.

## Smrt
Zahynul jako jedna z obětí izraelské operace Vzestup lva v pátek 13. června 2025.